# Wartislaw VII.

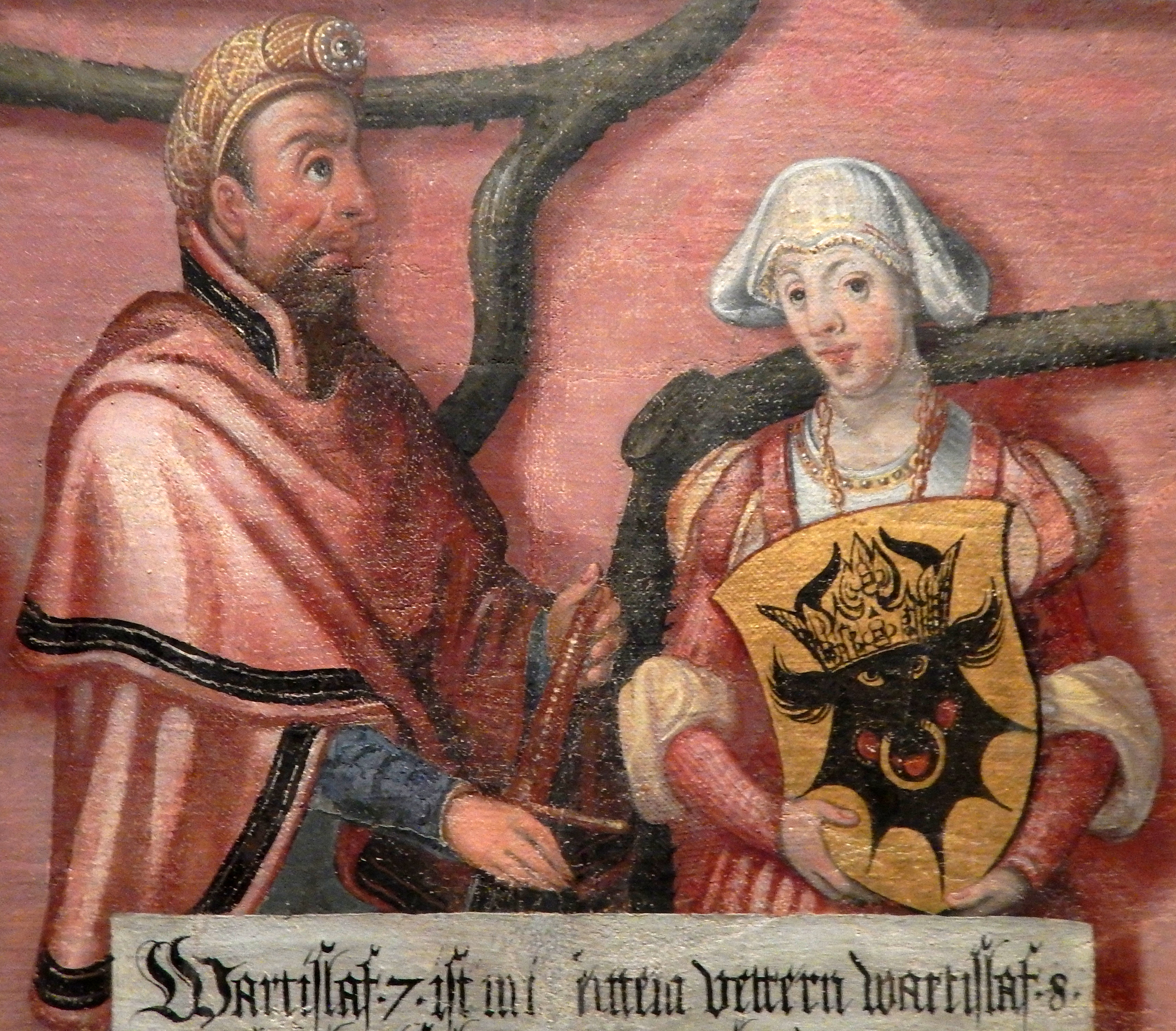
Wartislaw VII. und seine Gemahlin Maria von Mecklenburg auf dem Bilderstammbaum der Greifen von Cornelius Krommeny (1598)

Wartislaw VII. († 1395) war ein Herzog von Pommern aus dem Greifenhaus. Er regierte von 1377 bis zu seinem Tode in dem Teilherzogtum Pommern-Stolp.

## Leben und Leistungen
Wartislaw VII. war ein Sohn von Herzog Bogislaw V. von Pommern-Stolp und seiner ersten Gemahlin Elisabeth, der Tochter von König Kasimir dem Großen von Polen.
Nach dem Tode Bogislaws V. im Jahre 1374 übernahm zunächst Wartislaws älterer Bruder Kasimir IV. die Herrschaft im Herzogtum Pommern-Stolp, und zwar als Vormund für Wartislaw und seine jüngeren Brüder Bogislaw VIII. und Barnim V. Herzog Kasimir war am Hofe Kasmirs des Großen erzogen worden, hatte nach dessen Tod das Dobriner Land in Polen geerbt und wurde in Kämpfe in Polen verwickelt. Nachdem Kasimir IV. Anfang 1377 im Kampf gegen Herzog Wladislaw den Weißen gefallen war, übernahm Wartislaw VII. die Herrschaft im Herzogtum Pommern-Stolp, anfangs zugleich für seine beiden jüngeren Brüder.
Der polnische König Ludwig der Große behielt nach Herzog Kasimirs Tod das Dobriner Land und gab es nicht an die Herzöge Wartislaw VII., Bogislaw VIII. und Barnim V. heraus. Danach verbündete sich Wartislaw VII. zwar zeitweise mit dem Deutschen Orden gegen den polnischen König, stand aber überwiegend doch auf polnischer Seite. So schloss Wartislaw im Jahre 1386 gemeinsam mit seinem Bruder Bogislaw VIII. ein Bündnis mit dem Deutschen Orden; im Jahre 1390 hingegen leistete Wartislaw dem polnischen König den Lehnseid.
Im Jahre 1392 reiste Wartislaw ins Heilige Land.
Herzog Wartislaw VII. wurde im Jahre 1395 ermordet. In der späteren Geschichtsforschung wurde versucht, Gerhard von Dewitz als Haupturheber des Mordes zu ermitteln. Die Regierung in Pommern-Stolp führten seine Brüder Bogislaw VIII. und Barnim V. weiter.

## Ehe und Nachkommen
Herzog Wartislaw VII. heiratete im Jahre 1380 Maria, Tochter von Herzog Heinrich III. von Mecklenburg. Aus dieser Ehe gingen hervor:
- Erich (Bogislaw) von Pommern (* 1382; † 1459), der 1397 König der Union von Dänemark, Norwegen und Schweden wurde;
- Katharina (* 1390; † 1426), die Herzog Johann von Pfalz-Neumarkt (* 1383; † 1443) heiratete.